# 75-мм безоткатное орудие М-20
75-мм безоткатное орудие М-20 — американское безоткатное орудие, разработанное и принятое на вооружение армии США в 1944 году. 
М-20 предназначено для борьбы с бронетехникой, уничтожения огневых точек и живой силы противника. В силу необходимости стрельбы только со станка часто устанавливалось на различные транспортные средства: автомобили повышенной проходимости, бронетранспортёры.

## История
Безоткатное орудие М-20 применялось во время Второй мировой войны, войны в Корее и войны в Индокитае. Поставлялось на экспорт. В середине 1970-х годов, после принятия на вооружения противотанкового комплекса TOW было снято с вооружения в американской армии. Китайские не лицензионные копии такие как Тип 52 и Тип 56 применялись Вьетконгом против американцев во Вьетнаме, а затем и моджахедами в Афганистане.

## Типы боеприпасов
Для М20 было разработано несколько вариантов боеприпасов:
- кумулятивный снаряд — масса снаряда 9,5 кг; масса взрывчатого вещества — 0,4 кг (Comp B или пентолит); бронепробиваемость — 90 мм; эффективная дальность стрельбы — 350 м.
- осколочный снаряд;
- дымовой снаряд;
- картечный выстрел

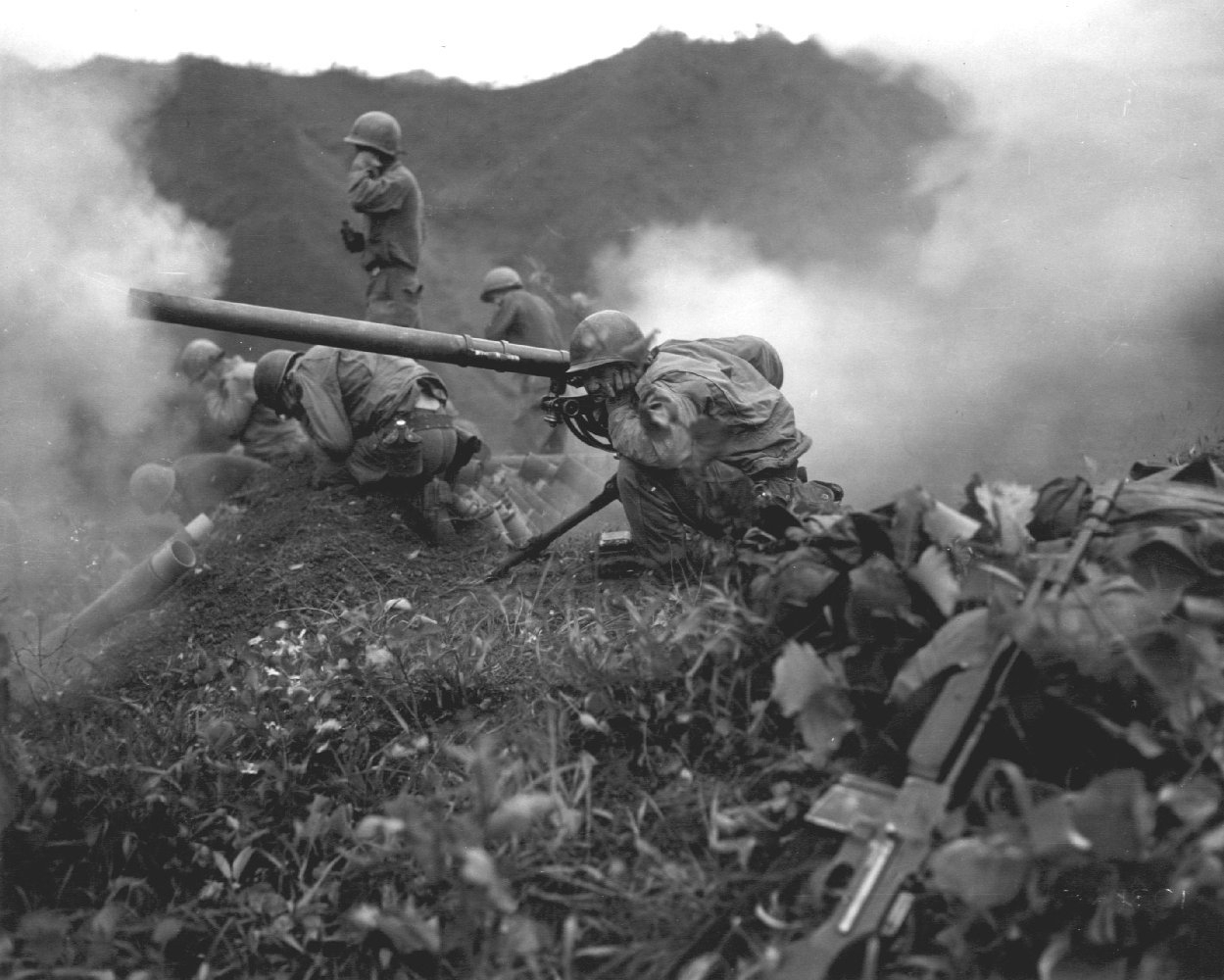
орудие М-20 во время Корейской войны.
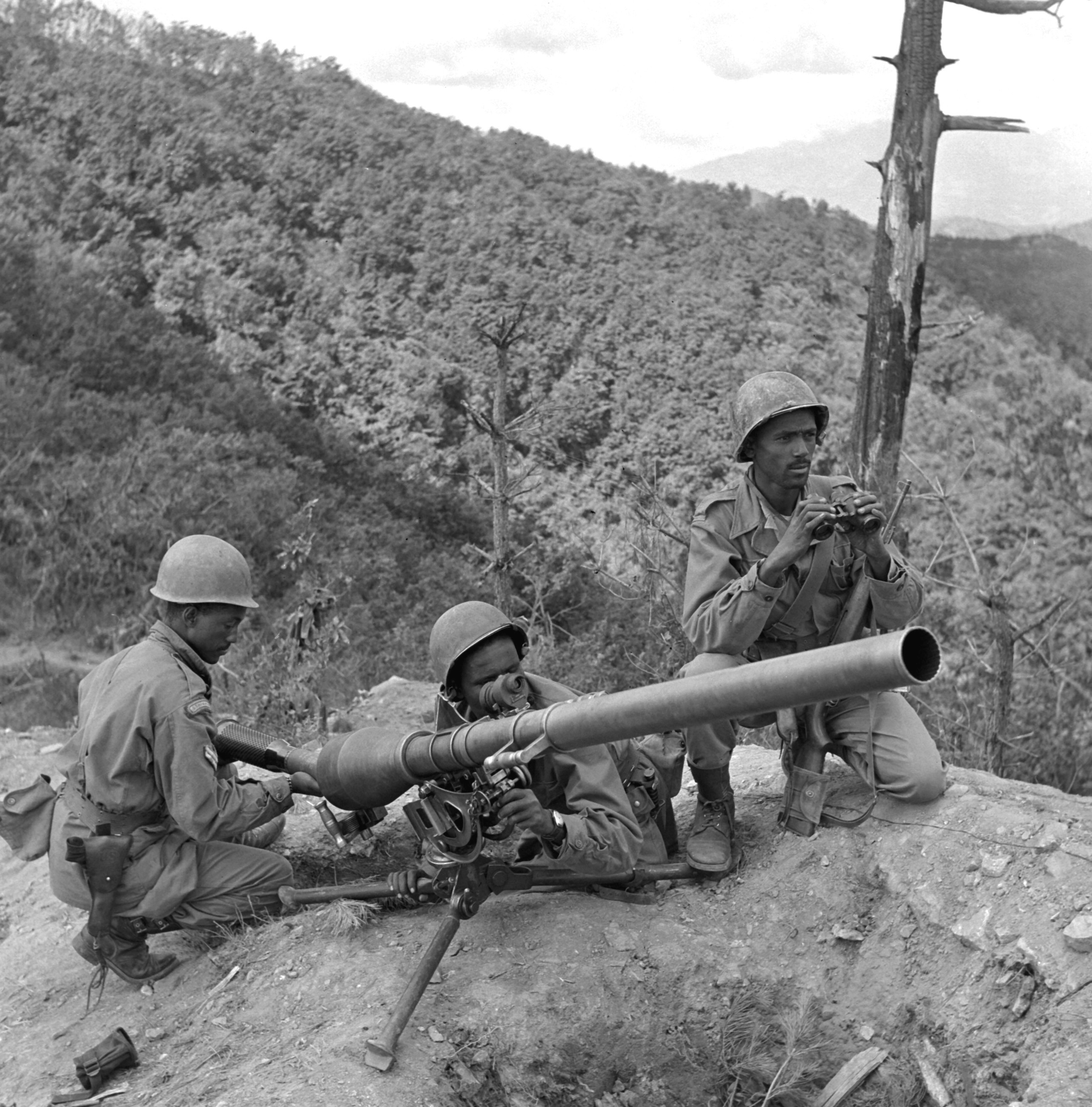
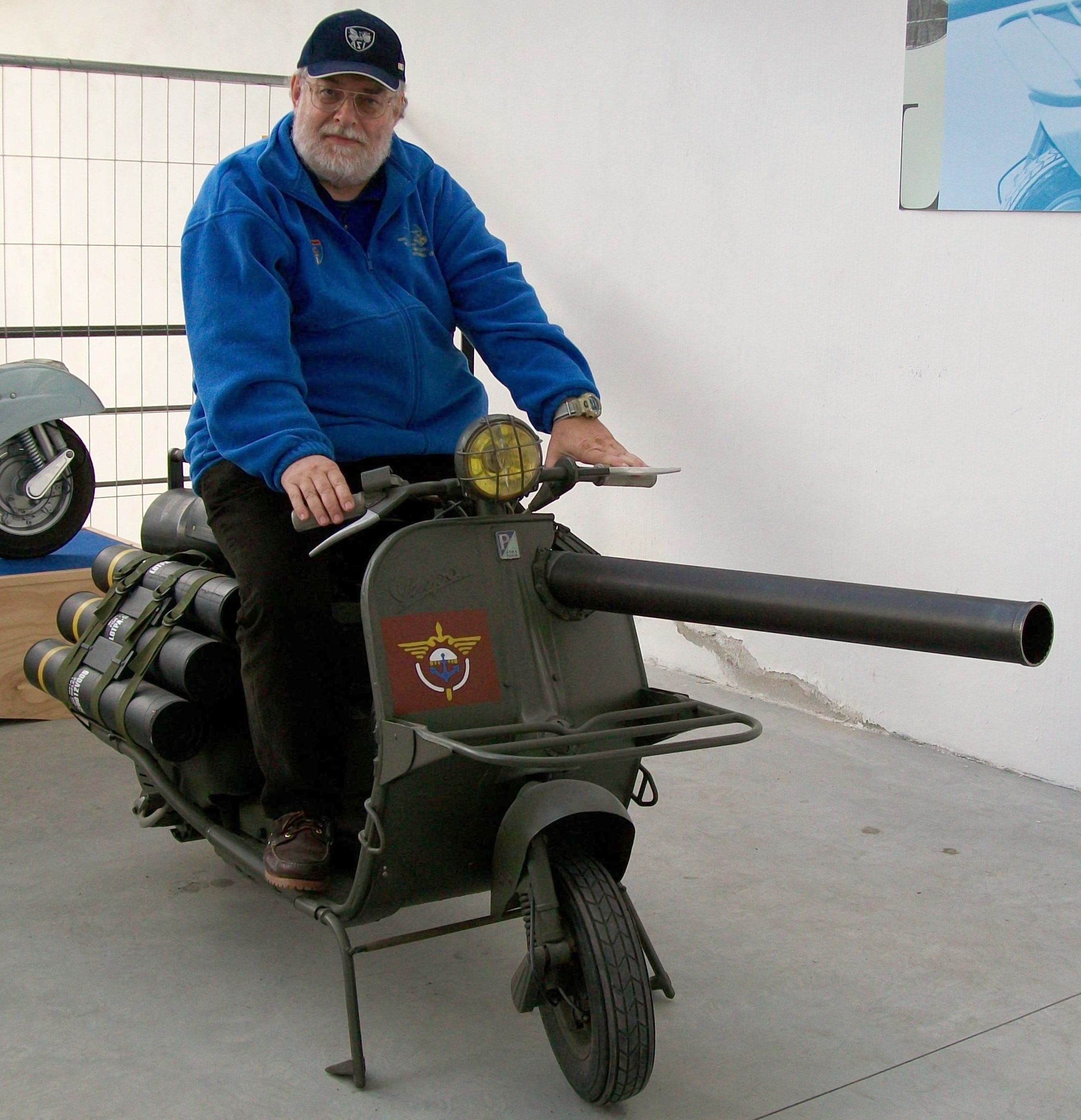
Vespa 150 TAP

## На вооружении
- Замбия — некоторое количество, по состоянии на 2021 год[1]